# 歌川信一
歌川 信一（うたがわ のぶかず、生没年不詳）とは、江戸時代から明治時代にかけての浮世絵師。

## 来歴
歌川国信の門人、宇タ川（歌川）の画姓を称す。作画期は文政から明治初期にかけてとされる。明治初年頃の団扇絵の作があり、また『浮世絵師伝』によれば、文政12年（1829年）のころ刊行された『諸師高名早見』に「宇タ川信一」の名があるという。